# Herr, deine Augen sehen nach dem Glauben
Herr, deine Augen sehen nach dem Glauben, BWV 102, ist eine Kirchenkantate von Johann Sebastian Bach, geschrieben 1726 in Leipzig für den zehnten Sonntag nach Trinitatis, den 25. August 1726.

## Geschichte und Text
Die Kantate aus Bachs drittem Kantatenjahrgang für den zehnten Sonntag nach Trinitatis wurde erstmals am 25.  August 1726 aufgeführt und ein weiteres Mal um 1737. Die vorgeschriebenen Lesungen sind 1 Kor 12,1–11  und Lk 19,41–49 , Jesus trauert über Jerusalem. Der Kantatentext knüpft nur allgemein an die Lesungen und ruft die Seele zu sofortiger Buße auf. Zwei Sätze beruhen auf Bibeltexten, der Eingangschor auf Jer 5,3  und Satz 4 auf Röm 2,4–5 . Die Kantate wird beschlossen mit den Strophen 6 und 7 des Chorals So wahr ich lebe, spricht dein Gott von Johann Heermann (1630). Die freie Dichtung wurde verschiedenen Autoren zugeschrieben: C. S. Terry schlägt Christian Weiss vor, Werner Neumann vermutet Christiana Mariana von Ziegler, Walter Blankenburg Christoph Helm.

## Besetzung und Struktur
Die Kantate ist gesetzt für drei Vokalsolisten, Alt, Tenor und Bass, einen vierstimmigen Chor, Traversflöte, zwei Oboen, zwei Violinen, Viola, und Basso continuo. Sie besteht aus zwei Teilen, die vor und nach der Predigt musiziert wurden. Es ist ungewöhnlich, dass der zweite Teil nicht mit dem Bibelwort in Satz 4 beginnt, sondern mit Satz 5.
1. Coro: Herr, deine Augen sehen nach dem Glauben
2. Recitativo (Bass): Wo ist das Ebenbild, das Gott uns eingepräget
3. Aria (Alt, Oboe): Weh der Seele, die den Schaden nicht mehr kennt
4. Arioso (Bass): Verachtest du den Reichtum seiner Gnade
 Parte seconda
5. Aria (Tenor, Flöte): Erschrecke doch, du allzu sichre Seele
6. Recitativo (Alt, Oboen): Beim Warten ist Gefahr
7. Choral: Heut lebst du, heut bekehre dich[1]

## Musik
Der Eingangschor ist ein reifes Werk Bachs, das die instrumentalen und vokalen Teile abwechslungsreich verbindet und die Textabschnitte sinnfällig interpretiert. Die einleitende Sinfonia besteht aus zwei Teilen, die einzeln und gemeinsam wiederholt werden. Die Worte Herr, deine Augen kehren dreimal wieder.
Bach benutzte die Musik des Eingangschors später für das Kyrie seiner Missa g-Moll. Zwei Arien (3 und 5) verwendete er für Qui tollis und Quoniam im Gloria seiner Missa F-Dur.
Die Bass-Stimme in Satz 4, von Bach selbst als Arioso bezeichnet, ist ähnlich behandelt wie die Stimme Jesu in den Passionen. Die Bass-Partie wurde auch von Sängern interpretiert, die nicht auf Barockmusik spezialisiert sind, wie Dietrich Fischer-Dieskau mit dem Dirigenten Benjamin Britten beim Aldeburgh Festival.
Die Kantate wird mit zwei Choralstrophen im schlichten vierstimmigen Satz beschlossen, nach der Melodie von Vater unser im Himmelreich.

## Einspielungen
- Britten at Aldeburgh (BBC) – Bach: Cantatas 102 & 151. Benjamin Britten, Aldeburgh Festival Singers, English Chamber Orchestra, Janet Baker, Peter Pears, Dietrich Fischer-Dieskau. Decca, 1965.
- Die Bach Kantate Vol. 47. Helmuth Rilling, Gächinger Kantorei, Bach-Collegium Stuttgart, Eva Randova, Kurt Equiluz, Wolfgang Schöne, Hänssler 1972.
- Les Grandes Cantates de J. S. Bach Vol. 27. Fritz Werner, Heinrich-Schütz-Chor Heilbronn, Württembergisches Kammerorchester Heilbronn, Barbara Scherler, Theo Altmeyer, Bruce Abel. Erato Records, 1973.
- Bach Cantatas Vol. 4 – Sundays after Trinity I, Karl Richter, Münchener Bach-Chor, Münchener Bach-Orchester, Julia Hamari, Peter Schreier, Dietrich Fischer-Dieskau. Archiv Produktion, 1977.
- J. S. Bach: Das Kantatenwerk - Sacred Cantatas Vol. 6. Nikolaus Harnoncourt, Tölzer Knabenchor, Concentus Musicus Wien, Paul Esswood, Kurt Equiluz, Philippe Huttenlocher. Teldec, 1980.
- Bach Cantatas Vol. 5: Rendsburg/Braunschweig. John Eliot Gardiner, Monteverdi Choir, English Baroque Soloists, Daniel Taylor, Christoph Genz, Gotthold Schwarz. Soli Deo Gloria, 2000.[5]
- J. S. Bach: Complete Cantatas Vol. 11. Ton Koopman, Amsterdam Baroque Orchestra & Choir, Bogna Bartosz, James Gilchrist, Klaus Mertens. Antoine Marchand, 2002.
- J. S. Bach: Cantatas for the Complete Liturgical Year Vol. 3. Sigiswald Kuijken, La Petite Bande, Petra Noskaiova, Christoph Genz, Jan van der Crabben. Accent, 2003.
- J. S. Bach: Cantatas Vol. 46. Masaaki Suzuki, Bach Collegium Japan, Robin Blaze, Gerd Türk, Peter Kooij, BIS, 2009.